# 8 октомври
8 октомври е 281-вият ден в годината според григорианския календар (282-ри през високосна). Остават 84 дни до края на годината.

## Събития
- 927 г. – С тържествена сватбена церемония в Константинопол е сключен бракът между византийската принцеса Мария Лакапина и българския цар Петър I.
- 927 г. – Българската църква е обявена за автокефална църква и за първи български патриарх е избран Дамян – архиепископ на Дръстър (Силистра).
- 1075 г. – Димитър Звонимир е коронован за крал на Хърватия.
- 1582 г. – Поради въвеждането на Григорианския календар този ден от тази година не съществува в Италия, Полша, Португалия и Испания.
- 1600 г. – Сан Марино приема конституцията си.
- 1813 г. – Подписан е Договорът от Рийд между Бавария и Австрия, с който Бавария слага край на членуването си в Рейнския съюз.
- 1856 г. – Избухва Втората опиумна война между няколко западни държави и Китай.
- 1871 г. – Избухват четири големи пожара по бреговете на езеро Мичиган, включително Големият пожар в Чикаго, в които загиват 2500 души, а над 100 хиляди остават без дом.
- 1879 г. – Назначен е първият главен равин в Княжество България – Гавриел Алмознино.
- 1879 г. – Гюла Андраши подава оставка от поста външен министър на Австро-Унгария.
- 1900 г. – Открита е жп линията Русе – Търново (130 км).
- 1939 г. – Адолф Хитлер подписва в Берлин декрет за присъединяване на западна и северна Полша към Третия Райх.
- 1944 г. – България във Втората световна война: С настъпление на 1-ва, 2-ра и 4-та български армии в Югославия – Сърбия и Вардарска Македония срещу отстъпващата от Гърция германска войскова група „E“ започва първият период от участието на България във водената срещу Нацистка Германия война на България.
- 1952 г. – При железопътна катастрофа на три влака в северозападен Лондон загиват 112 души, а над 200 са ранени.
- 1960 г. – Народна република България установява дипломатически отношения с Република Куба.
- 1961 г. – Народна република България признава Сирия и установява дипломатически отношения с нея.
- 1963 г. – Народна република България подписва търговска спогодба с Канада.
- 1967 г. – Партизанският командир Че Гевара и неговите сподвижници са заловени край Ла Игера в Боливия.
- 1980 г. – В Париж е открита изложбата 1300 години България.
- 1982 г. – Полша разпуска синдиката „Солидарност“, което слага край на първия в Източна Европа експеримент в профсъюзната демокрация.
- 1991 г. – Парламентът на Хърватия прекратява контактите с Югославия и страната става напълно независима.
- 2001 г. – Двумоторна „Чесна“ и реактивен самолет на „Скандинавиан Еърлайнс Систем“ се сблъскват в гъста мъгла по време на излитане от Милано, Италия и убиват 118 души.
- 2005 г. – При Кашмирското земетресение в контролираната от Пакистан част на областта загиват над 57 хиляди души, 78 хиляди са ранени, а 3,3 милиона остават без подслон.

## Родени
- 1406 г. – Филипо Липи, ренесансов художник († 1469 г.)
- 1551 г. – Джулио Качини, италиански композитор († 1618 г.)
- 1585 г. – Хайнрих Шюц, немски композитор († 1672 г.)
- 1810 г. – Захарий Зограф, български живописец († 1853 г.)
- 1823 г. – Иван Аксаков, руски публицист († 1886 г.)
- 1838 г. – Джон Хей, американски политик († 1905 г.)
- 1839 г. – Джордж Е. Кинг, канадски политик и юрист († 1901 г.)
- 1850 г. – Анри Луи льо Шателие, френски химик († 1936 г.)
- 1873 г. – Пенчо Семов, български индустриалец († 1945 г.)
- 1892 г. – Марина Цветаева, руска поетеса († 1941 г.)
- 1883 г. – Ото Варбург, германски биохимик, Нобелов лауреат († 1970 г.)
- 1888 г. – Ернст Кречмер, психиатър и психолог († 1964 г.)
- 1895 г. – Ахмед Зогу, крал на Албания († 1961 г.)
- 1895 г. – Хуан Перон, президент на Аржентина († 1974 г.)
- 1897 г. – Борис Борозанов, български актьор († 1951 г.)
- 1903 г. – Георги Гешев, български шахматист († 1937 г.)
- 1909 г. – Пьотър Ярошевич, полски партиен и държавен деец († 1992 г.)
- 1929 г. – Диди, бразилски футболист († 2001 г.)
- 1931 г. – Васил Метев, български физик († 2007 г.)
- 1932 г. – Абел Аганбегян, руски политик и икономист
- 1935 г. – Ханс Йоахим Шедлих, немски писател
- 1938 г. – Красин Химирски, български дипломат и поет
- 1939 г. – Пол Хоуган, австралийски актьор
- 1941 г. – Джеси Джексън, американски борец за граждански права
- 1943 г. – Георги Танев, български политик
- 1948 г. – Клод Жад, френска актриса († 2006 г.)
- 1949 г. – Сигорни Уийвър, американска киноактриса
- 1953 г. – Йордан Нихризов, български политик
- 1954 г. – Майкъл Дудикоф, американски актьор
- 1957 г. – Антонио Кабрини, италиански футболист и треньор
- 1957 г. – Панайот Узунов, български авиатор († 2009 г.)
- 1958 г. – Урсула фон дер Лайен, германски политик
- 1963 г. – Петра, българска попфолк певица
- 1965 г. – Мат Бионди, американски плувец
- 1966 г. – Керстин Гир, германска писателка
- 1968 г. – Емили Проктър, американска киноактриса
- 1968 г. – Звонимир Бобан, хърватски футболист
- 1969 г. – Джулия Ан, порнографска актриса
- 1970 г. – Мат Деймън, американски актьор
- 1970 г. – Садик Кан, британски политик
- 1973 г. – Алберто Ундиано Майенко, испански футболен съдия
- 1985 г. – Бруно Марс, американски поп изпълнител
- 1985 г. – Разак Омотойоси, нигерийско-бенински футболист
- 1993 г. – Гарбине Мугуруса, испанска тенисистка
- 1997 г. – Бела Торн, американска актриса и певица

## Починали
- 705 г. – Абд ал-Малик ибн Маруан, мюсюлмански халиф (* 646 г.)
- 1436 г. – Якоба, херцогиня на Щраубинг-Холандия (* 1401 г.)
- 1469 г. – Филипо Липи, италиански художник (* 1406 г.)
- 1656 г. – Йохан Георг I, курфюрст на Саксония (* 1585 г.)
- 1754 г. – Хенри Филдинг, английски писател и драматург (* 1707 г.)
- 1803 г. – Виторио Алфиери, италиански поет и драматург (* 1749 г.)
- 1869 г. – Франклин Пиърс, 14-и президент на САЩ (* 1804 г.)
- 1897 г. – Алексей Саврасов, руски художник и академик (* 1830 г.)
- 1912 г. – Йован Гъркович, деец на Сръбската пропаганда в Македония (* ? г.)
- 1917 г. – Гошка Дацов, български художник (* 1885 г.)
- 1958 г. – Ран Босилек, български детски писател и преводач (* 1886 г.)
- 1966 г. – Селестин Френе, френски педагог (* 1896 г.)
- 1967 г. – Клемент Атли, министър-председател на Обединеното кралство († 1883 г.)
- 1973 г. – Габриел Марсел, френски философ (* 1889 г.)
- 1982 г. – Филип Ноел-Бейкър, канадски активист за мир, Нобелов лауреат (* 1889 г.)
- 1985 г. – Рикардо Бакели, италиански писател (* 1891 г.)
- 1992 г. – Вили Бранд, канцлер на Германия, Нобелов лауреат (* 1913 г.)
- 2002 г. – Милко Балев, български комунист (* 1920 г.)
- 2004 г. – Жак Дерида, френски философ (* 1930 г.)
- 2005 г. – Никола Ковачев, български режисьор (* 1926 г.)
- 2008 г. – Джордж Паладе, румъно-американски биолог и лекар, Нобелов лауреат (* 1912 г.)
- 2012 г. – Едуард Володарски, руски писател (* 1941 г.)

## Празници
- Международен Ден за превенция от природните и стихийни бедствия
- Армения – Ден на танкиста
- Бурунди – Ден на Независимостта (1962).
- Китай, Хонг Конг – Ден на Административната област Хонг Конг (1997).
- Перу – Годишнина от битката при Ангамос
- Руанда – Ден на Независимостта (1962).
- Сомалия – Ден на Основаването на Републиката (1960)
- Украйна – Ден на юриста
- Хърватия – Ден на независимостта (от Югославия, 1991 г., официален празник)